# Uddarps naturreservat
Uddarps naturreservat är ett naturreservat i Kristianstads kommun i Skåne län.
Området är naturskyddat sedan 2022 och är 42 hektar stort. Reservatet ligger väster om Skepparslöv på kanten av Nävlingeåsen och består av äldre ädellövskog, gamla grova ekar och odlingsrösen.